# Zafarnamah

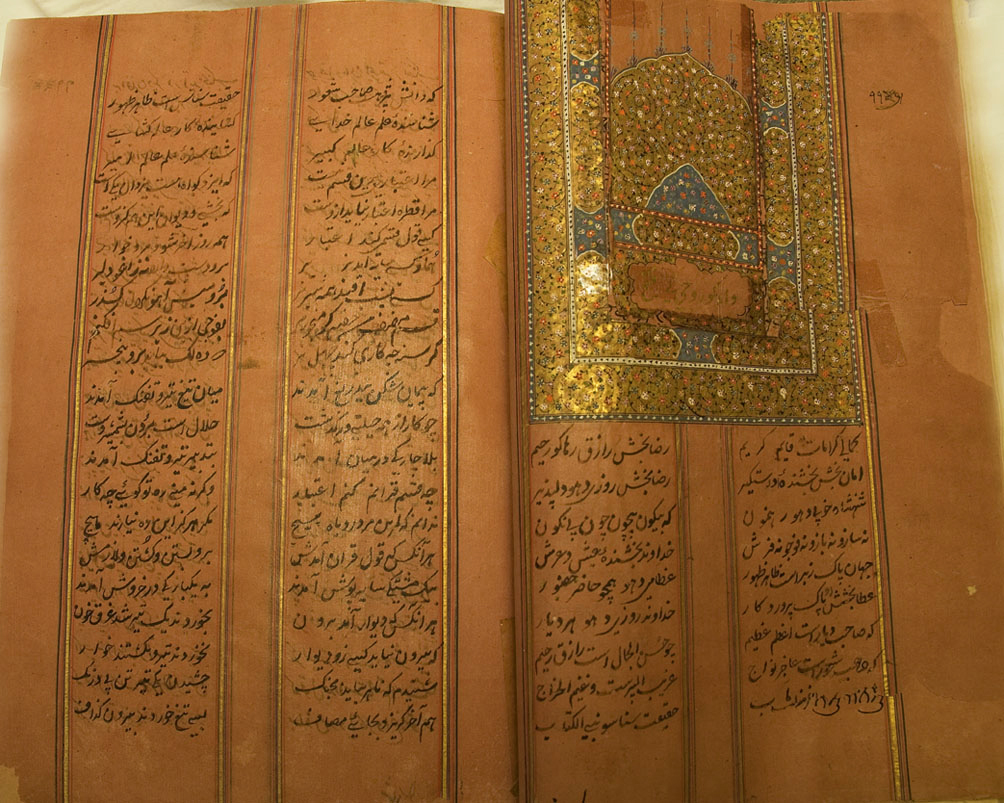
Folios de la copie préparée par Bhai Daya Singh de l'œuvre originale

Zafarnamah, (punjabi: ਜ਼ਫ਼ਰਨਾਮਾ , persan: ظفرنامہ, hindi: ज़फ़रनामा ), est le nom de la lettre écrite en persan par le dixième gourou sikh, Guru Gobind Singh, à l'empereur moghol Aurangzeb. Surnommée l'Épitre de la Victoire, traduite plus mot à mot par Au nom de la Victoire, elle reflète l'état d'esprit des sikhs à cette époque qui voulaient leur liberté plutôt que de subir le joug du dictateur en place. Cette lettre se retrouve dans le Dasam Granth. Elle appelle à la révolte en l'expliquant; Guru Gobind Singh l'a écrite après avoir perdu deux de ses fils, exécutés. Longue de 111 versets, elle prône des principes éthiques telles la morale et la vérité plutôt que la cruauté et l'injustice. Voici traduit le verset 22 : « Quand toutes les voies sont explorées, tous les moyens ont été essayés, il est légitime de prendre l'épée et de combattre ». 
En annexe de cet épitre figurent les onze Hikaitaan.

## Source
- Zafarnamah dans wikipedia en anglais.
- A Popular dictionnary of Sikhism de W. Owen Cole et Piara Singh Sambhi, édition Curzon, page 162,  (ISBN 0700710485)
- The Encyclopaedia of Sikhism dirigée par Harbans Singh, tome IV, pages 451 et 452,  (ISBN 817380530X)